# 102 mm armata morska Zakładów Obuchowskich
Armata morska 102 mm – rosyjska armata morska produkowana w Zakładach Obuchowskich. Na wyposażeniu Marynarki Wojennej Imperium Rosyjskiego od 1909 roku, była montowana głównie na niszczycielach.

## Geneza
Działa powstało w odpowiedzi na zapotrzebowanie zgłoszone w styczniu 1907 roku przez bohatera wojny rosyjsko-japońskiej – Nikołaja Essena. Pełnił on wówczas w stopniu kontradmirała funkcję dowódcy Minnoj Dywizji Floty Bałtyckiej. Essen zwrócił uwagę, iż niszczyciele o wyporności 500–600 ton posiadają artylerię okrętową tego samego kalibru, co torpedowce o wyporności 350 ton – na obu klasach okrętów zamontowane były działa 75 mm.
Do konstrukcji armaty o kalibrze 4 cali przystąpiły Zakłady Obuchowskie. Technicznego wsparcia udzieliła im angielska firma Vickers. Próby poligonowe nowej broni odbyły się w sierpniu 1909 roku, zaś pod koniec roku zakład rozpoczął produkcję seryjną. W 1910 roku działa zostały zamontowane na pierwszych okrętach – niszczycielach typu Dobrowolec.

## Opis konstrukcji
Działo miało kaliber 4 cale, co odpowiadało 101,6 mm. Lufa miała całkowitą długość 6284 mm (61,6 kalibrów), jej gwintowana część mierzyła 5285 mm. Wewnątrz znajdowały 24 gwinty o głębokości 1,016 mm. Zamek klinowy poziomy ważył 50–53 kg. 
Armata z łożem miała masę 6,2 tony, jednak na niszczycielach stosowano wariant lżejszy, ważący 5,7 tony. Masa samej lufy wynosiła 2,2 lub 2,8 tony. Działo chronione było przez tarczę o grubości 38 mm. Ważyła ona 290 kilogramów.
Lufa mogło być standardowo opuszczana o 6 stopni i podnoszona o 15 stopni. Aby zwiększyć kąt podniesienia, w późniejszych egzemplarzach łoże działa montowano na cokole. W 1914 roku zastosowano cokół o wysokości 200 mm, co pozwoliło powiększyć wychył do 20 stopni. W 1916 roku uzyskano dodatkowe 5 stopni przy pomocy podstawy o wysokości 320 mm, zaś przy cokole o wysokości 500 mm osiągnięto kąty od -10° do + 30°. W płaszczyźnie poziomej działo mogło obracać się bez ograniczeń. Ruch, zarówno w poziomie jak i w pionie, odbywał się z maksymalną prędkością 3 stopni na sekundę.
Działo mogło wystrzeliwać następujące pociski: 
| Pocisk           | Masa     | Długość      | Uwagi                                |
| ---------------- | -------- | ------------ | ------------------------------------ |
| burzący wz. 1911 | 17,5 kg  | 5 kalibrów   | 2,4 kg materiału wybuchowego         |
| burzący wz. 1915 | 17,5 kg  | 5 kalibrów   | 2,1 kg materiału wybuchowego         |
| szrapnel         | 17,5 kg  | 4,38 kalibra | zapalnik z 22 sekundowym opóźnieniem |
| zapalający       | 17,6 kg  | 4 kalibry    |                                      |
| nurkujący        | 15,8 kg  | 5,05 kalibra | 3,13 kg materiału wybuchowego        |
| oświetlający     | 15,08 kg | 4,7 kalibra  |                                      |
| chemiczny        | ?        | ?            | wypełniony gazem duszącym            |

Stanowisko artyleryjskie obsługiwane było przez 7 osób. Teoretyczna szybkostrzelność wynosiła 15 strzałów na minutę, dobrze wyćwiczony działon osiągnąć mógł 12 strzałów na minutę, zaś praktyczna szybkostrzelność działa wynosiła 10 strzałów na minutę. W przypadku pocisku burzącego wz. 1915 prędkość początkowa wynosiła 823 m/s, zaś donośność przy kącie 30° około 16,1 kilometra. Dla szrapnela i pocisku nurkującego wielkości te wynosiły odpowiednio 11 km przy 768 m/s i 2,2 km przy 208,8 m/s.

## Historia użycia

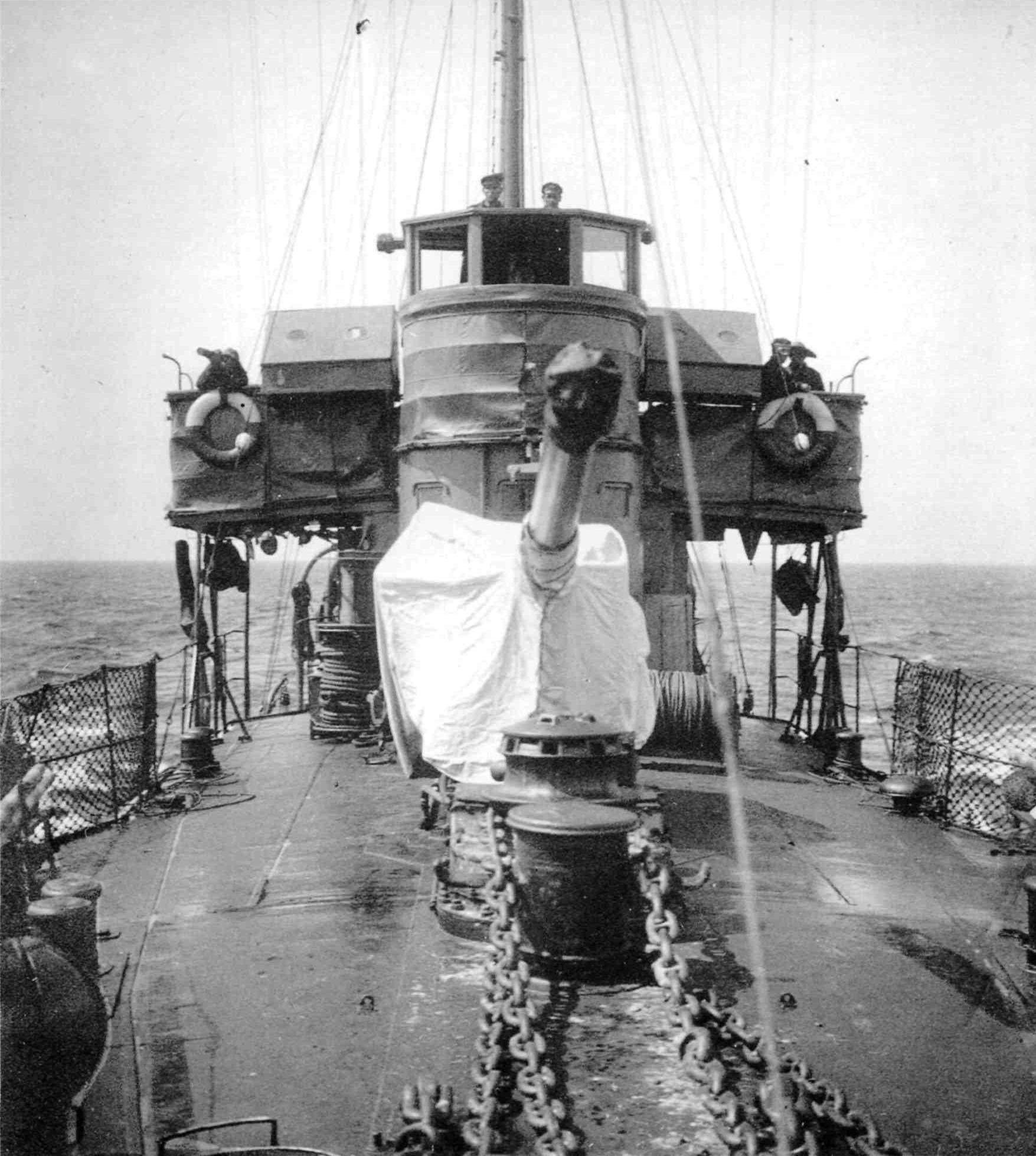
Armata 102 mm na niszczycielu „Stalin”.

Zamówiono 505 sztuk dział 102 mm. Do 1 stycznia 1917 r. wyprodukowano 225 sztuk, kolejne 200 miało być dostarczone do końca roku, zaś pozostałe 80 w roku 1918. Do 1918 roku działa te używane były jedynie na niszczycielach. Po wybuchu wojny domowej montowano je również na kanonierkach i pływających bateriach. 
22 czerwca 1941 roku na stanie Marynarski Wojennej ZSRR znajdowały się 152 sztuki opisywanych dział. Najwięcej z nich – 49 – znajdowało się na okrętach Floty Bałtyckiej, po 30 sztuk posiadały Flota Oceanu Spokojnego i Flota Czarnomorska (35 sztuk na stanie z 1 kwietnia 1917 roku), zaś Flota Północna używała 18 egzemplarzy. Na kanonierkach flotylli rzecznych znajdowało się 15 dział 102 mm L/60, 9 przypadało na Flotyllę Kaspijską, zaś 6 na Flotyllę Pińską. Dodatkowo 10 armat stanowiło uzbrojenie strażniczych okrętów na służbie NKWD.
Za sprawą przejęcia niszczycieli „Awtroił” i „Wambola” przez marynarkę wojenną Estonii, armaty były używane również poza granicami ZSRR. W latach 1919–1933 niszczyciele wyposażone w łącznie 9 dział 102 mm znajdowały się we władaniu Estonii, po czym zostały sprzedane Peru. 
Broń ta cieszyła się dobrą opinią, zarówno u użytkowników, jak i ich przeciwników. Na początku I wojny światowej przewyższała kalibrem broń używaną przez niemieckie niszczyciele (88 mm), podkreślano też jej zadowalającą szybkostrzelność.